# Björn Seidel-Dreffke
Björn Seidel-Dreffke (* 25. November 1963 in Aue, DDR) ist ein deutscher Slawist, Schriftsteller, Übersetzer, Dolmetscher und Lektor.

## Leben

### Familie und Jugend
Seine Mutter ist die Sekretärin Ingetraud Dreffke und sein Vater der Urologe Fritz Dreffke. Wenig später haben sich seine Eltern scheiden lassen und er wuchs bei seiner Mutter auf. Von 1978 bis 1982 besuchte er die Russisch-Spezialschule Wickersdorf. Im Anschluss studierte er russische Literatur und Geschichte an der Universität in Kasan, UdSSR. Mit einer Diplomarbeit über den russischen Schriftsteller Gogol schloss er das Studium ab.
1988 heiratete er, 1995 unterzog er sich einer Hormontherapie.

### Wissenschaftliche Tätigkeit
1987 wurde er wissenschaftlicher Mitarbeiter am Zentralinstitut für Literaturgeschichte an der Akademie der Wissenschaften der DDR im Projekt Russische Literatur des 19. Jahrhunderts bei Eberhard Dieckmann.
Im Zuge der Abwicklung der AdW der DDR war er ab 1990 durch das Wissenschaftler-Integrations-Programm (WIP) der KAI e. V. an der Universität Potsdam, Institut für Slawistik beschäftigt und hielt auch Gastseminare an der Universität Rostock. 1991 verteidigte er seine Dissertation zu „Die Haupttendenzen der internationalen Gogol’forschung in der zweiten Hälfte des 20. Jahrhunderts (deutschsprachiges Gebiet, USA, Großbritannien, Sowjetunion)“ und bekam den akademischen Grad Dr. phil. verliehen.
Durch die Bewilligung eines Drittmittelprojektes der Universität Potsdam durch die Volkswagen-Stiftung konnte er die Erarbeitung seiner Habilitation beginnen. Diese beendete er 2004 mit der Ernennung zum Dr. phil. habil. als habilitierter Slawist für Literaturwissenschaft und Kulturgeschichte mit seiner Forschungsarbeit Die russische Literatur Ende des 19. und zu Beginn des 20. Jahrhunderts und die Theosophie E. P. Blavatskajas. Exemplarische Untersuchungen. (A. Belyj, M. A. Vološin, V. I. Kryžanovskaja, Vs. S. Solov'ev) und wurde Privatdozent an der Universität Halle.
Im Anschluss absolvierte Björn Seidel-Dreffke eine Weiterbildung zum Wissenschaftlichen Dokumentar bei der gGFFD Potsdam und FH Potsdam mit Feldseminaren beim SWR in Baden-Baden und Bundesarchiv Filmarchiv (Bundesfilmarchiv) in Berlin. Seine Abschlussarbeit 2004, Potsdam, hatte zum Thema „Überlegungen zur Erarbeitung eines kontrollierten Vokabulars für den russischsprachigen Dokumentarfilmbestand im Bundesarchiv-Filmarchiv Berlin“.

### Freiberufliche Tätigkeit
Seit 2004 ist Björn Seidel-Dreffke freiberuflich als Dozent, Übersetzer hauptsächlich philosophischer Werke, Dolmetscher, Lektor und Autor zahlreicher Bücher, Aufsätze, Lexikonartikel, Internetbeiträge, Romane und Kurzgeschichten tätig. Im Rahmen seiner Tätigkeit als Privatdozent hielt er Vorlesungen und Seminare an den Universitäten Halle, Potsdam und Rostock.
Durch die Gewährung von Fördermitteln der DEFA-Stiftung konnte er 2006 eine wissenschaftliche Biografie zu Hans Klering „100 Jahre Hans Klering. DEFA-Direktor und Vorstandsvorsitzender, Regisseur, Darsteller und Sprecher, Autor und Grafiker“ erarbeiten. Er arbeitete am Projekt des Filmarchivs Austria „Ostmark Wochenschau 1938/39“ mit.
Neben Buchübersetzungen übersetzte er auch Aufsätze und Internetseiten sowie die Synchronfassungen von Filmen.
Seit 2013 ist er Projektleiter der Mediengruppe Arge IAVM in Berlin-Hohenschönhausen und trägt Verantwortung bei den Film-, Foto-, Buch- und Ausstellungsprojekten der Arge IAVM und bei dem Projekt Platten-ART-en.
Seit 2018 ruht aus gesundheitlichen Gründen seine Geschäftstätigkeit.

### Ehrenamtliche Tätigkeit
Björn Seidel-Dreffke engagierte sich ehrenamtlich in verschiedenen Vereinen und Einrichtungen wie zum Beispiel:
- Mitarbeit im Kunst- und Kulturverein ART – interWall – e. V. sowie in der Galerie studio im hochhaus in Berlin
- Zusammenarbeit mit dem Berliner Literaturkreis der Deutschen aus Russland – BLiK e. V. Berlin
- Mitarbeit beim „Teddy Award“ und im Sonntags-Club e. V. Berlin
- Seit 2013 ist er zweiter Vorsitzender des Mathilde-Wesendonck-Verbandes Bonn/Berlin.

## Publikationen
Björn Seidel-Dreffke veröffentlichte zahlreiche Schriften und Aufsätze sowie erarbeitete die Übersetzungen von Werken der russischen philosophischen Literatur und verfasste weitere Schriften.

### Monografien
- Die Haupttendenzen der internationalen Gogol'forschung in der zweiten Hälfte des 20. Jahrhunderts (deutschsprachiges Gebiet, USA, Großbritannien, Sowjetunion), 1992.
- Die russische Literatur Ende des 19. und zu Beginn des 20. Jahrhunderts und die Theosophie E. P. Blavatskajas. Exemplarische Untersuchungen. (A. Belyj, M. A. Vološin, V. I. Kryžanovskaja, Vs. S. Solov'ev), 2004.
- Überlegungen zur Erarbeitung eines kontrollierten Vokabulars für den russischsprachigen Dokumentarfilmbestand im Bundesarchiv-Filmarchiv Berlin, 2004.
- Geschichte der deutschen Privatbibliotheken. Ausgewählte Aspekte von den Anfängen bis zum 21. Jahrhundert, 2023, ISBN 978-3-7583-0741-6.

### Roman
- Die Spur der weißen Blume. Eine schwule Liebe. Roman. Haag + Herchen, 1998, ISBN 978-3-86137-646-0.

### Aufsätze
- Überlegungen zur Interpretation von Gogol's „Nevskij prospekt“. In: Wiener Slavistisches Jahrbuch 38, Wien 1992, S. 267–279.
- Hauptprobleme der religiös orientierten Gogol'-Betrachtung in der westeuropäischen Literaturwissenschaft der zweiten Hälfte des 20. Jahrhunderts. In: Zeitschrift für Slawistik 37/3, Berlin 1992, S. 442–451.
- Deutsche Naturphilosophie und russische Literatur (Wirkungen Schellings auf die Poetik Gogol's). In: Zeitschrift für Slawistik 38/1, Berlin 1993, S. 61–69.
- Warum nur konnte er nicht lieben? Die Gogolforschung und ihre Mystifikation einer Neigung. In: Forum Homosexualität und Literatur 20, Siegen 1994, S. 29–41.
- Probleme des russischen Denkens in den russischen Literaturzeitschriften der letzten Jahre. In: Zeitschrift für Slawistik 39/2, Berlin 1994, S. 270–279.
- Blick nach Osten – Wohl oder Wehe? V. S. Solov'evs Auseinandersetzung mit E. P. Blavatskaja. In: Russkie zenščiny i literaturnyj process. Konec XVIII – nacalo XX veka, Wilhelmshorst 1995, S. 127–143.
- Homosexualität bei Wasili W. Rosanow. Ein tabuisiertes Kapitel russischer Kulturgeschichte. In: Forum Homosexualität und Literatur 32, Siegen 1998, S. 21–32.
- Von der Heiligen zur Hexe. Frauengestalten in den Werken von Vsevolod S. Solov'ev. In: Anzeiger für Slavische Philologie, Band XXV, Graz/Austria 1998, S. 129–146.
- A. Belyj und die Theosophie E. P. Blavatskajas. Wirkung und polemische Auseinandersetzung im Roman „Moskva“ (1926). In: Wiener Slavistisches Jahrbuch, Band 44, Wien 1998, S. 163–178.
- E. P. Blavatskaja – Leben, Werk und Wirkung. In: E. P. Blavatskaja. Erzählungen und Reiseberichte. Fichtenwalde 1999, S. 169–188.
- Das literarische Schaffen E. P. Blavatskajas. In: E. P. Blavatskaja. Erzählungen und Reiseberichte. Fichtenwalde 1999, S. 189–202.
- Die Polemik mit der Theosophie Blavatskajas als Vehikel der Auseinandersetzung mit dem Osten im Rußland der Jahrhundertwende. In: Osteuropäische Lektüren. Beiträge zur 2. Tagung des Jungen Forums Slavistische Literaturwissenschaft, Berlin 1998. In: Berliner Slawistische Arbeiten, Band 10, Frankfurt a. M. 2000, S. 225–234.
- Literarische Verhexung. Das Blavatskaja-Bild in Vs. S. Solov'evs „Sovremennaja žrica Izidy“ (1893). In: Tagungsband zur 11. Fachtagung der Fachgruppe Slavistik in der DGO „Russische Kultur und Gender Studies: Interkulturelle Annäherungen“ (16.–18. November 2000 in Berlin). In: Osteuropaforschung. Schriftenreihe der Deutschen Gesellschaft für Osteuropakunde, Band 43, Berlin 2002, S. 423–440.
- ‚Science-fiction‘ oder ‚okkulter Roman‘. Die Werke V. I. Kryžanovskajas. In: Sondernummer zur 3. Tagung des Jungen Forums Slavistische Literaturwissenschaft in Salzburg September 1999. In: Anzeiger für Slavische Philologie, Band XXVIII/XXIX, Graz/Austria 2001, S. 129–137.
- Theosophische Weltdekodierung in M. A. Vološins „Lunaria“. In: Intermedialität – Identitäten – Literaturgeschichte. Beiträge zum 4. Kolloquium des Jungen Forums Slavistische Literaturwissenschaft, Freiburg im Breisgau 2001. In: Slavische Literaturen. Texte und Abhandlungen. Band 29, Frankfurt a. M., Berlin u. a. 2003, S. 197–212.
- Jugend als unerreichbares Begehren. Überlegungen zu den Texten Ewgeni W. Charitonows. In: Forum Homosexualität und Literatur 42, Siegen 2003, S. 53–67; in: Empathie im Umgang mit Tabu(bruch). Kommunikative und narrative Strategien (= Ost-West-Express. Kultur und Übersetzung. Band 19), Berlin 2014, S. 321–335.
- Das Deutschlandbild im russischen Dokumentarfilm des 20. Jahrhunderts. Stationen wechselnder Perspektiven. In: Programmheft Blick / Gegenblick. Sowjetische und deutsche Dokumentarfilme des 20. Jahrhunderts. Eine Retrospektive des Bundesarchiv-Filmarchivs und des 46. Internationalen Leipziger Festivals für Dokumentar- und Animationsfilm. Berlin 2003, S. 9–18.
- Sowjetischer Einfluss auf die DEFA-Dokumentarfilmproduktion der frühen Nachkriegszeit. Zwischen ideologischer Unterwerfung und ästhetischem Aufbegehren. In: Leinwand zwischen Tauwetter und Frost. Der osteuropäische Spiel- und Dokumentarfilm im Kalten Krieg. (= Sammelband Internationales Symposion, Zentrum für Zeithistorische Forschung Potsdam e. V. vom 20.–23.10.2005 in Potsdam), Berlin 2007, S. 37–52.
- Russland und die „andere Liebe“. Tabubrüche im 20. Jahrhundert. In: Empathie und Tabu(bruch) in Kultur, Literatur und Medizin. (= Ost-West-Express. Kultur und Übersetzung. Band 14), Berlin 2013, S. 247–267.
- Erinnerung und Inspiration. Zur Prosa russischsprachiger Schriftsteller in Deutschland (1990–2011). In: Russische Gegenwartsliteratur im deutschsprachigen Europa. Materialien zur Konferenz anlässlich des 300-jährigen Geburtsjubiläums von M. W. Lomonossow, Oktober 2011. Halle (Saale), Berlin 2013, S. 53–68.
- Effects of Theosophy on Russian Cultural History. In: Theosophy across Boundaries. Transcultural and Interdisciplinary Perspectives on a Modern Esoteric Movement. In: SUNY series in Western Esoteric Traditions. State University of New York, Albany 2020, S. 425–454.
- Kunst im öffentlichen Raum – ein Exkurs. In: Unser Ostseeviertel in Neu-Hohenschönhausen. Impressionen im Spannungsfeld von urbaner Stadtkultur und natürlicher Umwelt (= Begleitbroschüre zum Film). Berlin 2020, S. 103–113, ISBN 978-3-9822543-9-5.
- Europa im 19. Jahrhundert. In: Zürcher Tonhallekrawall vor 150 Jahren. Sein Hergang und seine Folgen. Schweiz, Frankreich, Deutschland und die Wesendoncks 1871 (= Schriften des Mathilde-Wesendonck-Verbandes, Heft 1). Berlin 2021, S. 19–66, ISBN 978-3-9822543-0-2.
- Humanistische Gedichte von Mathilde Wesendonck. In: The Mysterious Wesendoncks. Deutsche Emigration in die USA im 19. Jahrhundert und der Sezessionskrieg von 1861–1865. August, Hugo und Otto Wesendonck in den USA (= Schriften des Mathilde-Wesendonck-Verbandes, Heft 2). Berlin 2022, S. 237–265, ISBN 978-3-9822543-1-9.

### Übersetzungen
- E. P. Blavatskaja. Erzählungen und Reiseberichte. FrauenLiteratur-Geschichte, Band 10. Fichtenwalde 1999.
- Rosa Mira. Die Weltrose (Band 1–3, Bücher I–XII) von D. Andrejew für den Verlag Vega e. K. Frankeneck.
- Briefe 1940–1947 (Band VII, Teil 1–3, Briefe 1–33) und Tagebücher (Heft 1–7) von H. I. Roerich für die Lebendige-Ethik-Schule Hamburg.
- Baum des Lebens (div. Bände zu den Sphären) und Projekt Hyperborea (Band I–III) von Arcady Petrov für das Kanda-Zentrum Neuss.
- The Mysterious Wesendoncks von Ann Hardy Beardshall (Bland, VA, USA, 2016). In: Schriften des Mathilde-Wesendonck-Verbandes, Heft 2, Teil II. Berlin 2022, ISBN 978-3-9822543-1-9.

### Herausgeber / Mitherausgeber
- Russische Gegenwartsliteratur im deutschsprachigen Europa. Materialien zur Konferenz anlässlich des 300-jährigen Geburtsjubiläums von M. W. Lomonossow, Oktober 2011. Halle (Saale), Berlin 2013.
- Der Mühlengrund Neu-Hohenschönhausen im Wandel – eine (un)endliche Geschichte? The Silent Gentrifikator. Arge IAVM, Berlin 2016.
- keine heimKINDEREIEN. Begleitbroschüre zum Film. Arge IAVM, Berlin 2019.
- Unser Ostseeviertel in Neu-Hohenschönhausen. Begleitbroschüre zum Film. Arge IAVM, Berlin 2020, ISBN 978-3-9822543-9-5.
- Schweres für die große Stadt. Die außergewöhnliche Reise des MS BANDOLINO. Buch zur Video-Dokumentation von Werner Schwarz. Arge IAVM, Berlin 2021, ISBN 978-3-9822543-8-8.